# كريستيان سركيس
كريستيان سركيس (بالإنجليزية: Kristian Sarkies)‏ (25 أكتوبر 1986 ملبورن أستراليا - ) هو لاعب كرة قدم أسترالي.

## وصلات خارجية
كريستيان سركيس على موقع الاتحاد الدولي (مؤرشف)  (الإنجليزية)
- كريستيان سركيس على موقع قاعدة بيانات كرة القدم.إي يو (الإنجليزية)
- كريستيان سركيس على موقع ناشيونال فوتبول تيمز (الإنجليزية)
- كريستيان سركيس على موقع Soccerway.com (الإنجليزية)
- كريستيان سركيس على موقع عالم كرة القدم.نت (الإنجليزية)
- كريستيان سركيس على موقع أوليمبيديا (الإنجليزية)
- كريستيان سركيس على موقع اللجنة الأولمبية الأسترالية (الإنجليزية)